# 関東御公事
関東御公事（かんとうおんくじ/かんとうみくうじ）は、鎌倉幕府が御家人に課した恒例・臨時の経済的な負担義務。関東公事(かんとうくじ/かんとうくうじ)とも呼ばれている。

## 概要
御家人役から各種の軍役を除いたものを指す（ただし、御家人役全体を指して「関東御公事」と呼ばれる場合もある。鎌倉幕府にとっては主要な財源であったが、反面その収入は直接幕府には入らずに幕府が実施すべき行事・公事の費用として直接支払に充てられていた（例えば御家人が関東御公事としてある工事費用を負担する場合、幕府にではなく実際に工事を担当している大工などに直接銭納する）。賦課・納銭の統轄は政所が行った。
関東御公事を細かく見る方法はいくつかあり、1つは正月の椀飯や源頼朝の月忌法要など幕府の年中行事や鎌倉番役に関する費用負担などの「恒例役」と将軍の御所や鶴岡八幡宮などの寺社の造営、将軍の上洛などの臨時の経費発生、京都大番役に関する費用負担などの「臨時役」に分けられた（ただし、本来臨時役であったものが、時代が下るにつれて恒例役化したものもある）。もう1つは鎌倉幕府の行事・公事の経費である「鎌倉御所用途」とそれ以外のものである。前者が鎌倉幕府の成立とともに登場し、鎌倉殿との「御恩と奉公」の関係の中で確立されたものである。これに対してその他にあたる物は、かつては朝廷が公役として行ってきたもの、あるいは行うべきものであったものが、朝廷財政の衰退と幕府の全国支配の確立とともに朝廷から幕府に対する公役として負担を求められ、それを武家役として御家人達に賦課したものであった。代表的なものに内裏の修造費・京都や奈良の寺社の修造費・篝屋用途・防鴨河堤役・駅家雑事・流人雑事などがあげられる。こうした、関東御公事の仕組が完成したのは承久の乱が終わった後の貞永・寛元期と言われている。
関東御公事は全国あるいは特定の地域を領する御家人を単位として賦課されたが、その方法として御家人領内にある公事田の数に応じて課された（公事田は鎌倉幕府成立以前からの御家人の私領に多く含まれていた）。幕府は公事田を正確に把握するために大田文を作成させた。軍役と違って守護の催促権は存在せず、それぞれの一族の惣領が庶子の分までまとめて納入し、後に惣領が庶子より負担額を回収した。これに応じない庶子は惣領から所領を没収されたり、倍額を取り立てられたりするなどの処分が行われた。ただし、負担額の配分や庶子側による別納申請（別納が認められるということは惣領からの自立を意味する）を巡って、惣領と庶子が争って裁判沙汰になることもあった。更に関東御公事は御家人の得分（自身の収入）から支出することになっていたが、これを嫌った御家人が支配下の農民に転嫁しようとしたために裁判沙汰となった。幕府はこうした訴訟を防ぐために農民への転嫁の禁止などの法令を出したが余り効果は無かった。その一方で鎌倉時代中期から関東御公事の増加による御家人の経済的困窮が問題となり、元寇以後の軍役も重なって所領を失う御家人も増加した。御家人領の減少は各種御家人役の財源の縮小と所領を持つ御家人に対する賦課の増大につながったために、御家人領の流出や減少を防止する政策が採られた。『御成敗式目』では、月卿雲客（すなわち公家）に嫁いだ御家人の娘が御家人領を継承した場合にはその土地に応じた御家人役の負担の義務が記され、仁治元年（1240年）には月卿雲客に嫁いだ娘への御家人領の譲渡そのものが禁じられた。この他にも非御家人への御家人領の譲渡・売却を禁じる法令が出されたり、特定の公事を勤めた者は他の公事の対象から外したりするなどの措置も取られた。それでも、御家人の困窮と御家人領の流出は収まらず、鎌倉幕府の基盤を揺るがす一因となった。